# المذهب الطبيعي الوجودي

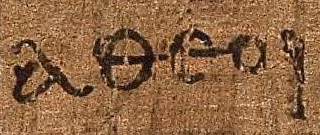

الطبيعانية الوجودية (Metaphysical naturalism أو Ontological naturalism) هي فلسفة ذات منظور حياتي شامل، موضوعها فهم العالم ودور الإنسان فيه، وتخلص فيه إلى استنتاج ان الطبيعة هي كل ما هو موجود، وانه لا وجود حقيقي لكل ماهو فوق طبيعي، مثل الأرواح والأشباح والالهة.
يـُقصد بالطبيعة حسب هذا المفهوم كل الأجسام والقوى والأسباب التي تدرسها العلوم الطبيعية ويمكن التعبير عنها بنماذج رياضية أو قوانين قد تكون حتمية أو احتمالية.
الطبييعة الوجودية تعد امتدادا للمنهج العلمي التجريبي أو الطبيعية الطرائيقية  حيث المنهج العلمي هو الطريقة الوحيدة للحصول على المعرفة، ولما كان تفسير الظواهر الطبيعية بأسباب فوق طبيعية يسد الطريق امام تقدم العلم وتطوره، إذ لا يمكن فحص أو قياس الظواهر غير الطبيعية مختبرياً فان المنهج العلمي والطبيعية الوجودية تقف موقف الضد من تفسيرات ما وراء الطبيعة التي لا تؤدي إلى إنتاج علم ومعرفة مفيدة.
الطبييعة الوجودية يدفعها الرغبة الدائمة للحصول على صورة شاملة وموضوعية للعالم عبر الأدوات العلمية القائمة على التجربة، والعقلانية، والعلم. بينما تفسيرات ما وراء الطبيعة (أو الفوق طبيعية) تقوم بالعادة على ادعاءات غير تجريبية وغير علمية تسمح للإنسان بعكس مخاوفه وهمومه وطموحه ونظرته الشخصية على العالم وبالتالي ينصبغ العالم بالصبغة الذاتية للإنسان بدل الصبغة الموضوعية التي تعكس الحقيقة.

## اصل المصطلح
مصطلح طبيعية وجودية هو من المصطلحات الحديثة في الفلسفة وان كانت الطبيعية نفسها (أي رفض وجود عوالم ما وراء الطبيعة) ليست بالامر الحديث، يعود المصطلح إلى بدايات القرن الماضي حينما اراد مجموعة من الفلاسفة منهم جون ديوي John Dewey وارنست نايجل Ernest Nagel وسيدني هوك Sidney Hook وروي وود سيلار Roy Wood Sellars تقوية الفلسفة عبر جعلها قريبة من العلم الحديث. وقد احتج هؤلاء الفلاسفة بان عالم الطبيعة يخلو من كل ماهو فوق طبيعي وان كل جوانب الحياة ينبغي ان تدرس عبر المنهج العلمي الطبيعي. وتأخذ الطبيعية على عاتقها مهمة الدفاع عن حق العلم والعلماء في البحث والدراسة والتنظير في كل جوانب الحياة بلا خوف من سلطة دينية أو تقاليد أو خرافات أو سلطات كهنوتية.

## تاريخ الطبيعية الوجودية

### الحقبة القديمة
تعود الفلسفة الطبيعية إلى زمان الفلاسفة الأغريق في فترة ما قبل سقراط حيث وصف عدد من فلاسفة ذلك الوقت بالطبيعيين (physikoi) مثل طاليس الذي يعتبر أبو العلوم وأناكساغوراس وبتحديد أكبر ديموقريطوس. حيث حاول هؤلاء تفسير ظواهر الطبيعية بأسباب وقوى طبيعية بلا تأثير من آلهة أو أرواح أو سحر يتدخل في سير العالم أو في خلقه. ومع الوقت أدت هذه المحاولات إلى ظهور المدرسة الابيقورية التي أكدت على أن كل ظواهر العالم يمكن تفسيرها عبر ارجاعها إلى حركة الذرات في الفراغ وأيضاً المدرسة الارسطوية والتي ارجعت كل موجود إلى النتيجة الحتمية لقوى طبيعية أزلية.
ميـّز الفلاسفة اليونانين في تعريفهم للطبيعة بين «طبيعي» وبين «مصنوع» حيث عدوا كل ما ينتج من الخصائص الطبيعية للشيء على أنه مسبب بسبب طبيعي، بينما أي شيء ينجم عن عمل عاقل على أنه مصنوع. وقد افترض بعضهم أن الأسباب الطبيعية قد تكون ناتجة عن أسباب عاقلة إلا أن المدارس الطبيعية التالية رفضت وجود أي مصنوع بلا أن يكون ناجماً بدوره عن أسباب طبيعية وبهذا اختزلت الأسباب العاقلة إلى أسباب طبيعية. إلا أن هذا المنظور لم يؤيد إلا من قبل قلة من فلاسفة ذلك الوقت مثل ابيكوراس وستراتو.

### العصور الوسطى إلى العصر الحديث
يمكن ملاحظة جهد الفلاسفة الطبيعين في العصور الوسطى على الرغم من ظهور ديانة المسيحية والإسلام وبقية الأديان وانحسار الفلسفة العلمانية، وان كان هذا الجهد امتداداً للمدارس اليونانية القديمة التي لم تنف وجود الآلهة، على سبيل المثال، اشتهر ابن سينا وإخوان الصفا بمحاولتهما لتفسير الكثير من الظواهر الطبيعية بأسباب طبيعية، مثل تفسير ابن سينا لظهور الجبال وتنوع جيولوجيا الأرض والمعادن عبر التغييرات التدريجية ومع ان تفسيره لظهور الجبال يعد بدائياً نسبة إلى مقدار معرفتنا الحالية بعلم الجيولوجيا إلا أنه يبقى محاولة نحو وضع أسباب طبيعية لظواهر طبيعية.
ومع بداية عصر النهضة بدأت النصوص العلمانية والطبيعية التي حررها السابقون تنتعش وتظهر من جديد فاتحة المجال إلى ثورة علمية في تطوير وفهم الطبيعة بصورة أفضل، وقد ساعد على ذلك حرية التعبير عن الرأي التي ضمنها مجيء عصر العقلانية أو عصر التنوير وعندها بدء بعض المثقفون بالدفاع العلني عن قضية الطبيعية أو المادية كما عرفت وقتها. وبقيت المادية الشكل الوحيد الشائع للفلسفة الطبيعية حتى القرن العشرين حينما اكتشف العلم ان المادة هي شكل من أشكال الطاقة وليست بالتالي اللبنة الأساسية للعالم. إن هذا الاكتشاف دفع الفلاسفة الطبيعيين إلى تنقيح نظرتهم عن العالم وتبني النظرة الفيزيائية أو الطبيعية الجمعية.
ومهما يكن من أمر فان الفلسفة الطبييعة في الوقت الحالي هي في أوج ازدهارها وخصوصاً وسط المجتمع العلمي، حيث لم يكتشف العلم لحد الآن أي شيء فوق طبيعي مما يجعل المنظور الطبيعي للعالم المنظور الأكثر احتمالاً للحقيقة.
إن الكثير من مشاهير الملحدين في زماننا سيسعدهم أن يوصفو بانهم طبيعيين، فالطبيعية قبل كل شيء هي وصف لمن لا يؤمن بالأسباب فوق الطبيعية، ومن مشاهير الدفاع عن الفلسفة الطبيعية كمنظور حياتي شامل هم: الفيلسوف والمؤرخ الأمريكي ريتشارد كارير، والفيلسوف والفيزيائي الأرجنتيني ماريو بنج، واستاذ الفلسفة الأمريكي دانيل دنيت وديفيد ميلز.

## الادلة على الطبيعية الوجودية

### ادلة من المنهج العلمي
مع تقدم العلم، يكتشف العلماء كل يوم أسباب طبيعية لظواهر لطالما عدت في الماضي محكومة بقوى الهية أو روحية، فقد اعتقد الناس قديماً أن المطر ينزل بفعل الآلهة وأن الآلهة تسير السحاب وترسل الرعد والزلازل والبراكين بينما الأمراض قد تسببها الأرواح الشريرة وآمن الناس بالحسد ووصلوا حين ظهور الكسوف والخسوف متعجبين من هذه الظواهر غير الأعتيادية. لقد اكتشف العلم ان كل هذه الظواهر التي عدها القدماء عجيبة لا تعدو ان تكون معلولات لقوى الطبيعة مثل القوى الكهربائية والجاذبية وغيرها.
إن العلم الحديث والطريقة التجريبية تعتبر أقوى ما لدى الطبيعية الوجودية من ادلة إذ لم يثبت التاريخ وجود طريقة معرفية للحصول على المعلومات أفضل من الطريقة التجريبية، ومع ذلك، لم نكتشف أي أثر لاي ظاهرة فوق طبيعية، بل اننا مع الوقت بدأنا نغلق كل الثغرات المعرفية التي يمكن ان تملأ - بسبب الجهل والخوف - بالآلهة والأرواح وما شابه.
ان الاحتجاج بالعلم الحالي في سبيل اثبات رجوح الطبيعية الوجودية يمكن صياغتهُ بالشكل التالي:
لما اننا لم نكتشف حتى الآن أي دليل على وجود أسباب وقوى فوق طبيعية فإنه لا يوجد ما يبرر الاعتقاد بوجودها ولأننا رأينا أن أغلب ما نسب إلى الآلهة والأرواح بالماضي قد اتضح خطأه مع تقدم العلم بينما تستمر الطريقة العلمية بتثبيت الطبيعية، فان الطبيعية هي المنظور الاقرب للصحة.

### الطبيعية الوجودية هي التفسير الأفضل
مع ان العلم لم يفسر كل شيء حتى الآن فان الطبيعية الوجودية تضع أفضل تفسير لما لم يكتشفه العلم بعد نسبة إلى باقي التفسيرات الأخرى، وهذا يأتي من أن العالم يصبح عقلاني في ظل التفسير الطبيعي كون التفسير بالالهة والأرواح لايتضمن آلية صدور هذه الأسباب ولايتضمن طريقة لدراسة هذه الأسباب ولايتضمن فوائد عملية تنتج من هذا التفسير. كما أن الطبيعية حتى تفسر ما لم يفسره العلم بعد فانها تفترض عدد اقل من الفروض مما يمكن ان تفترضه المنظورات الأخرى، على سبيل المثال، تفسير ظاهرة ما بسبب فوق طبيعي مثل الالهة يحتاج شبكة واسعة من الفرضيات الأخرى والغير مثبتة تتعلق بقدرات هذه الالهة ووجودها وعلمها ومشيئتها وعلاقتها بالعالم الطبيعي ومعظم هذه الفرضيات تبقى بلا جواب أو توضع على رف عجز الإنسان عن تصور الالهة، وبما ان كل فرض قد يحتمل الخطأ وكان تقليل الفرضيات اللازمة لتفسير ظاهرة معينة مطلوباً لتقليل الخطأ الكلي (حسب نصل اوكام) فان الطبيعية الوجودية هي التفسير الاقل احتمالاً للخطأ وبالتالي تكون التفسير الأفضل.

### دليل من الكون
يقول مايكل شيرمر في كتابه "Why Darwin Matters":
«يخبرنا العلم اننا لسنا سوى نوع واحد بين مئات ملايين الأنواع الحية الأخرى التي تطورت على امتداد ثلاثة مليارات سنة ونصف المليار على كوكب صغير يدور مع كواكب عديدة حول شمس عادية ضمن المجموعة الشمسية التي بدورها قد تكون واحدة بين مليارات المجاميع الأخرى ضمن مجرة عادية تحوي مئات مليارات الشموس، وهذه المجرة نفسها تقع ضمن عنقود من المجرات لاتختلف كثيرا عن باقي ملايين المجرات الأخرى وهذه المجرات بدورها تتساحب مبتعدة عن بعضها في كون فقاعي يتوسع باستمرار وقد يكون هذا الكون بدوره واحداً من بين عدد لامنتهي من الأكوان الأخرى. فهل حقاً من الممكن ان يكون كل هذا قد وجد وتم تصميمه من اجل هذا النوع الضئيل الموجود في كوكب عادي بين ملايين المجموعات الشمسية والمجرات والعناقيد والاكوان؟ لايبدو الامر محتملاً.» 

## وصلات خارجية
- شبكة طبيعي، تتضمن موارد ومقالات عن الطبيعية
- الطبيعية في موسوعة ستانفورد الفلسفية
- الطبيعية الاخلاقية في موسوعة ستانفورد الفلسفية
- صفحة الطبيعية في الشبكة العلمانية
- مركز الطبيعية
- موارد للطبيعيين كتبها ريتشارد كارير
- حوار مع ريتشارد كارير في شبكة طبيعي

## قراءات اضافية
- Edward B. Davis and Robin Collins, "Scientific Naturalism." In Science and Religion: A Historical Introduction, ed. Gary B. Ferngren, Johns Hopkins University Press, 2002, pp. 322–34.
- ديفيد أرمسترونغ، A World of States of Affairs. Cambridge: Cambridge University Press, 1997. [ISBN 0-521-58064-1]
- ماريو بونخي، 2006, Chasing Reality: Strife over Realism, University of Toronto Press. ISBN 0-8020-9075-3 and 2001, Scientific Realism: Selected Essays of Mario Bunge, Prometheus Books. ISBN 1-57392-892-5
- ريتشارد كارير، 2005, Sense and Goodness without God: A Defense of Metaphysical Naturalism, AuthorHouse. ISBN 1-4208-0293-3
- Mario De Caro & David Macarthur (eds), 2004. Naturalism in Question. Cambridge, Mass: Harvard University Press. ISBN 0-674-01295-X
- دانيال دينيت، 2003, الحرية تتطور, Penguin. ISBN 0-14-200384-0 and 2006
- Andrew Melnyk, 2003, A Physicalist Manifesto: Thoroughly Modern Materialism, Cambridge University Press. ISBN 0-521-82711-6
- ديفيد ميلز (سياسي أمريكي), 2004, Atheist Universe: Why God Didn't Have A Thing To Do With It, Xlibris. ISBN 1-4134-3481-9
- Jeffrey Poland, 1994, Physicalism: The Philosophical Foundations, Oxford University Press. ISBN 0-19-824980-2